# Mezinárodní agentura pro energii

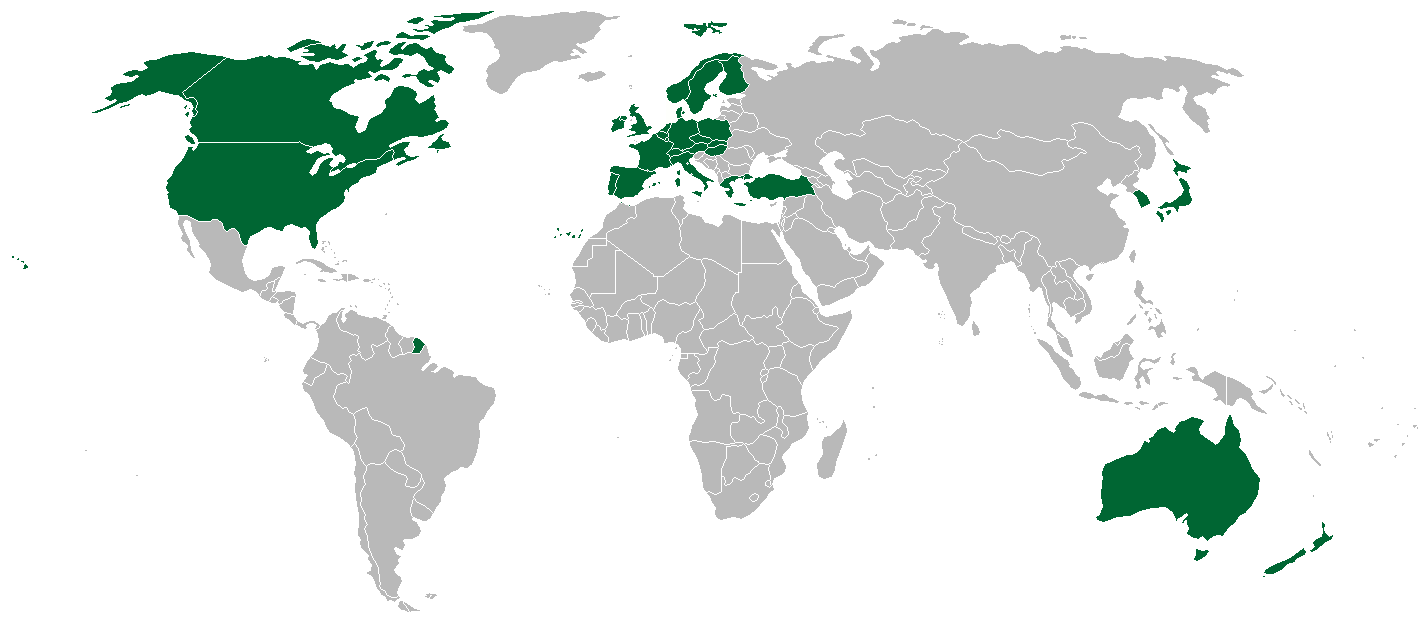
Mapa členů

Mezinárodní agentura pro energii (angl. International Energy Agency, IEA) je mezivládní organizace. Založila ji OECD roku 1974. Sdružuje 31 členských zemí (včetně Česka). Zabývá se poskytováním informací o ropném trhu a energetice a technickou spoluprací a rozvojem v oblasti energetických zdrojů.
Nezabývá se jadernou energetikou. Na tu je zaměřena Mezinárodní agentura pro atomovou energii.
Od 1. září 2015 je jejím výkonným ředitelem Fatih Birol.

## Členské státy
| Členské státy: | | |
| - Austrálie - Belgie - Česko - Dánsko - Estonsko - Finsko - Francie - Itálie - Irsko - Japonsko - Jižní Korea     | - Kanada - Litva - Lucembursko - Maďarsko - Mexiko - Německo - Nizozemsko - Norsko - Nový Zéland - Polsko - Portugalsko | - Rakousko - Řecko - Slovensko - Spojené státy americké - Španělsko - Švédsko - Švýcarsko - Turecko - Velká Británie |
| Přistupující země:                                                                                                | | |
| - Chile - Izrael - Kolumbie                                                                                       | | |
| Přidružené země:                                                                                                  | | |
| - Argentina - Brazílie - Čína - Egypt - Indie - Indonésie - Jižní Afrika - Maroko - Singapur - Thajsko - Ukrajina | | |